# Omeprazol
Omeprazol prvi je predstavnik inhibitora protonske pumpe, naprednih lijekova za liječenje peptičkih bolesti. Strukturno gledano, sastoji se od benzimidazolnog dijela i piridinskog dijela povezanih –SO-CH2- mostom. Sliči sulfonamidima, ali nije sulfonamid.

## Farmakoterapijska skupina i djelovanje
Omeprazol je prolijek. To znači da se u organizmu metabolizira i prelazi u aktivnu formu. Naime, u kiselom mediju pretvara se u ciklični sulfonamid koji reagira s protonskom pumpom, enzimom H+-K+-ATP-aze koji je završni čimbenik u procesu izlučivanja želučane kiseline i ireverzibilno se veže preko disulfidnog mosta te je trajno inhibira. Na taj način dugotrajno i gotovo potpuno sprečava izlučivanje kiseline. Zbog male kiselosti želučanoga soka umjereno se povisi koncentracija gastrina u serumu. U kombinaciji s odgovarajućim antibioticima djeluje sinergistički pri eradikaciji Helicobacter pylori.

## Farmakokinetski podaci
Najvišu serumsku koncentraciju postiže pola do tri i pol sata nakon uzimanja. Bioraspoloživost mu tijekom višestrukog uzimanja postupno raste do 60%. Na serumske se bjelančevine veže čak 95% omeprazola. Brzo se metabolizira u jetri. Izlučuje se pretežito mokraćom, vrijeme polueliminacije iznosi pola sata do sat i pol. Jedna doza djeluje 24 sata. Učinak se povećava prva 4 dana liječenja, a zatim se ustali.

## Terapijske indikacije
- liječenje peptičkog ulkusa (ulkus želuca i dvanaesnika)
- liječenje i prevencija relapsa ulkusa dvanaesnika uzrokovanog infekcijom s 'Helicobacter pylori', uz istodobnu primjenu antibiotika predviđenih za liječenje infekcije s 'Helicobacter pylori'
- refluksni ezofagitis (GERB) i prevencija teškog refluksnog ezofagitisa
- Zollinger-Ellisonov sindrom

## Kontraindikacije
Preosjetljivost na lijek. 

## Mjere opreza
Prije no što bolesniku propišemo omeprazol treba isključiti prisutnost malignog procesa u želucu. Starijim bolesnicima ne treba prilagođavati dozu. U bolesnika s oštećenjem jetre i bubrega ne treba prilagođavati dnevnu dozu, ali bolesnici s cirozom jetre ne bi trebali uzimati više od 20 mg omeprazola na dan.

## Interakcije
Omeprazol može produljiti poluvrijeme eliminacije diazepama, varfarina i fenitoina te ostalih lijekova koji se metaboliziraju u jetri. Bolesnike koji se liječe varfarinom ili fenitoinom i omeprazolom valja pozorno nadzirati te po potrebi smanjiti dozu. S propranololom, metoprololom, teofilinom, lidokainom, kinidinom i amoksicilinom nisu zapažene interakcije, iako se one mogu očekivati s bilo kojim lijekom koji se metabolizira u jetri sustavom citokroma P-450. Može biti smanjena učinkovitost ketokonazola i ciklosporina. Pri istodobnoj primjeni omeprazola i antacida nisu zapažene interakcije. Primjena nesteroidnih protuupalnih lijekova ne mijenja učinak omeprazola pri istodobnoj primjeni. 

## Trudnoćaidojenje
Rizik nije isključen. Trudnice smiju uzimati lijek samo ako je korist veća od rizika za plod (C). Tijekom liječenja ne preporučujemo dojenje.

## Posebna upozorenja
Pri primjeni omeprazola u bolesnika s oštećenom jetrenom funkcijom potreban je oprez. Kod kronične bolesti jetre zbog produljenja poluvijeka izlučivanja lijeka dozu valja smanjiti. U bolesnika s bubrežnim oštećenjem i u starijih osoba dozu nije potrebno prilagođavati. U djece se primjena omeprazola zbog nedostatnih kliničkih iskustava ne preporučuje.

## Doziranje

### Ulkusdvanaesnika
Preporučena doza iznosi 20 mg jedanput na dan. Olakšanje simptoma je brzo i u većine bolesnika ulkus potpuno zacijeli tijekom prva dva tjedna liječenja. U bolesnika u kojih ulkus(i) nakon prva dva tjedna nisu potpuno zacijelili, liječenje se nastavlja tijekom još dva tjedna kada u pravilu zacijele. U bolesnika s ulkusom dvanaesnika refraktornim na liječenje doza od 40 mg na dan tijekom četiri tjedna obično dovodi do cijeljenja ulkusa.

### Želučaniulkus
Preporučena doza iznosi 20 mg jedanput na dan. Olakšanje simptoma je brzo i u većine bolesnika ulkus potpuno zacijeli tijekom prva četiri tjedna liječenja. U bolesnika u kojih ulkus(i) nakon prva četiri tjedna nisu potpuno zacijelili, liječenje se nastavlja tijekom još četiri tjedna kada u pravilu zacijele. U bolesnika sa želučanim ulkusom refraktornim na liječenje doza omeprazola od 40 mg jedanput na dan tijekom osam tjedna obično dovodi do cijeljenja ulkusa.

### Ulkusdvanaesnika uzrokovan s 'Helicobacter pylori'
Za eradikaciju 'Helicobacter pylori' preporučena doza omeprazola iznosi dva puta na dan po 20 mg, ujutro i uvečer, tijekom 7 dana pri istodobnoj primjeni antibiotika predviđenih za liječenje infekcije s 'Helicobacter pylori'. Kod potvrđenog duodenalnog ulkusa terapiju omeprazolom produžiti još sljedeća tri tjedna primjenom 20 mg jedanput na dan.

### Refluksni ezofagitis
Preporučena doza iznosi 20 mg jedanput na dan. Olakšanje simpoma nastupa brzo i u većine bolesnika izlječenje nastupa unutar prva četiri tjedna terapije, a u manjeg broja bolesnika nakon 8 tjedana. U bolesnika s težim oblikom refluksnog ezofagitisa doza od 40 mg jedanput na dan dovodi do izlječenja unutar osam tjedana terapije. Terapija održavanja (prevencija) u bolesnika s teškim refluksnim ezofagitisom. Preporučena doza iznosi 20 mg jedanput na dan. U slučaju relapsa doza se može povećati na 40 mg omeprazola jedanput na dan.

### Zollinger-Ellisonov sindrom
Preporučena početna doza iznosi 60 mg omeprazola na dan. Dozu valja prilagoditi individualno, a liječenje provoditi dok je klinički indicirano. Bolesnici s teškim oblikom bolesti i slabim terapijskim odgovorom na ostale lijekove učinkovito su kontrolirani, a u 90% bolesnika liječenje se održava dnevnom dozom od 20-120 mg. Doze veće od 80 mg na dan valja podijeliti i primjenjivati dvaput na dan, tj. svakih 12 sati.

## Predoziranje
Pri predoziranju prolazno se mogu javiti pospanost, glavobolja, znojenje, suhoća usta, aritmija, zamagljeni vid. Bolesnika treba nadzirati, isprati mu želudac, dati aktivni ugljen i provesti simptomatsko liječenje.

## Nuspojave
Omeprazol se dobro podnosi. Mogu se pojaviti sljedeće nuspojave:
- 'Koža': rijetko osip, urtikarija i/ili svrbež.
- 'Mišićno-koštani sustav': u izoliranim slučajevima bol u zglobovima, mišićna slabost i bol.
- 'Periferni i središnji živčani sustav': glavobolja; rijetko omaglica, parestezije, pospanost, nesanica i vrtoglavica.
- 'Probavni trakt': proljev, opstipacija, bol u trbuhu, mučnina, povraćanje, flatulencija; u izoliranim slučajevima stomatitis i kandidijaza u probavnom sustavu.
- 'Jetra': u izoliranim slučajevima povećanje razine jetrenih enzima s ili bez povećanja razine bilirubina.
- 'Endokrinološki sustav': u izoliranim slučajevima ginekomastija.
- 'Hematopoetski sustav': u izoliranim slučajevima leukopenija i trombocitopenija.
- 'Ostalo': rijetko slabost; u izoliranim slučajevima periferni edemi, zamagljen vid i poremećaj okusa.